# 姚勒瓦斯汉
姚勒瓦斯汉（1920年—？），男，维吾尔族，新疆疏附人，中国曲艺家、喜剧演员，曾任中国曲艺家协会理事。